# Château des ducs de Savoie
Cet article concerne le château des ducs de Savoie de Chambéry. Pour le château des comtes de Savoie au Bourget-du-Lac, voir Château du Bourget.
Le château des ducs de Savoie ou château de Chambéry est un ancien château fort, du XIe siècle, qui se dresse sur la commune française de Chambéry dans le département de la Savoie en région Auvergne-Rhône-Alpes.
Modifié plusieurs fois depuis le XIIIe siècle, il a conservé depuis cette date une vocation administrative. La chapelle du château abrita, de 1502 à 1578, le Saint-Suaire. Dans son clocher, est installé actuellement un grand carillon dit de « Saint-François de Sales » composé de 70 cloches, œuvre de la fonderie Paccard à Sévrier. Un concert a lieu les premier et troisième samedis de chaque mois à 11 h.
Le château abrite aujourd'hui les services de la préfecture de la Savoie, du conseil départemental de la Savoie et de l'Académie de Savoie.
Au titre des monuments historiques : l'ancien château des ducs de Savoie fait l’objet d’un classement par arrêté du 10 août 1881, le grand salon orné d'un décor Louis XVI fait l'objet d’un classement par arrêté du 20 avril 1960.

## Localisation

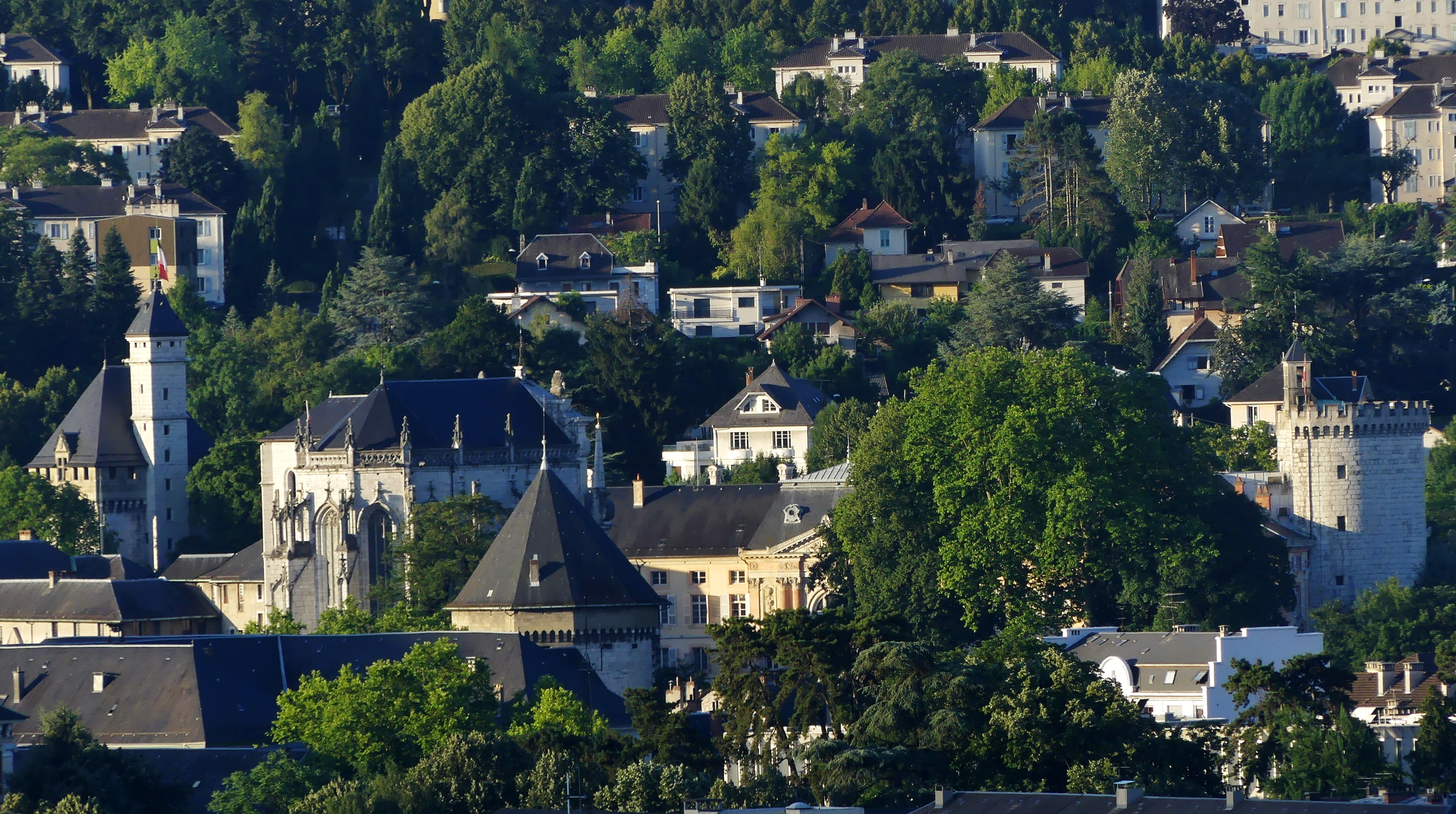
Le château au pied de Bellevue.

L'ancien château des ducs de Savoie est situé dans le département français de Savoie sur la commune de Chambéry. À l'origine, le château fut construit sur une terrasse (butte, ou poype) tournée vers la ville à l'extrémité de la colline de Montjay. En pente douce vers le sud-est, elle est alors rehaussée afin de donner au château une position plus dominante sur la ville. À son pied se trouvait également un bras de la rivière Albanne.
Aujourd'hui, l'Albanne a été détournée vers la Leysse en amont du centre-ville qu’elle n'arrose donc plus. Aussi la rivière la plus proche du château est cette dernière, située à environ 500 m au nord. Au pied du château se trouvent la place du château et le faubourg Maché qui, avec le centre hospitalier, atténue la présence de la colline de Montjay à proximité du château.
Toujours dominant et tourné vers le centre ancien et le centre-ville de Chambéry, le château est néanmoins désormais lui aussi dominé par le quartier de Bellevue sur les premières hauteurs du massif de la Chartreuse.

## Historique
Le site qu'occupe le château fut un carrefour important et un point stratégique qui permettait de contrôler depuis l'antiquité l'ancienne voie romaine de Vienne à l'Italie par le col du Petit-Saint-Bernard et le col du Mont-Cenis, ainsi que plus tard : les routes de Lyon et Vienne par Les Échelles ; la route de Lyon par le col de l'Épine et celle par le col du Chat ; la route de Genève par Rumilly et celle par Annecy ; la route de Grenoble par la vallée de l'Isère et celle du col du Granier.
Le château aurait été bâti, au XIe siècle, par les seigneurs de Chambéry, à proximité de l'emplacement de l'ancienne cité romaine de Lemencum.

### Avant 1563: siège de la maison Savoie
Le 15 mars 1232,, le comte Thomas Ier de Savoie, acquiert du vicomte Berlion de Chambéry, seigneur de Chambéry, une partie du bourg, à savoir, tout ce que ce dernier possède dans le bourg de Chambéry avec la vicomté et le vidomnat, en échange du fief de Montfort, et, de 32 000 sous forts de Suse. Le bourg étant attesté depuis 1057. Quatre membres de la famille de La Forest, Thorens, Berlion, Sigomon et Martin, sont témoins de la transaction. Le vicomte Berlion garde le château, qu'il aliène quelque temps plus tard à Otmar Alamand. Le 6 mai 1255, Thomas II de Piémont acquiert de ce dernier à titre de gage le château de Chambéry, qui pour règlement de ses dettes reçoit la somme de 626 livres, 9 sous bons viennois. Le château passe, en 1259, à sa veuve Béatrice Fieschi, qui en abandonne les droits, en 1264, au profit du comte Pierre II de Savoie, son beau-frère.
Le 6 février 1295, Amédée V de Savoie acquiert par échange de François de La Rochette, seigneur de Chambéry, et de son épouse Béatrix, le château de Chambéry, son mandement et ses vicomté, juridiction, vassaux, fiefs contre 240 livres viennoises et 100 livres de revenu dans les mandements d'Aiguebelle et de La Rochette. Les comtes de Savoie en font alors leur résidence principale. Le château centralise désormais la « charge des fonctions administratives de tout le comté », au détriment de celui de Montmélian qui garde une fonction militaire importante, notamment avec l'augmentation de sa garnison.
Amédée V de Savoie y entreprend de grands travaux de fortification et y apporte des aménagements résidentiels en vue d'accueillir l'administration des États de Savoie et la vie de Cour, fonction que le château gardera jusqu'en 1562, quant Emmanuel-Philibert de Savoie déplacera le centre d'administration de ses états à Turin. Il y installe notamment la Chambre des comptes, jusque-là itinérante et testée par Pierre de Savoie en Faucigny avant 1260, dans un nouveau bâtiment du château de Chambéry, qu'il a récemment acquis.
À la fin du XIIIe siècle, des travaux considérables sont entrepris ; surélévation de la butte fortifiée, construction des bâtiments de la porterie et, au cours des XIVe et XVe siècles, de ceux situés autour de l'actuelle cour d'honneur.
Le 16 septembre 1383, dans la grande salle, décorée au début du XIVe siècle de fresques dus à Hugonin Frénier, Maître Jacques et Jean de Grandson, est célébré le baptême du futur Amédée VIII de Savoie. On suppose que cette salle se trouvait dans le « Vieux Pavillon ». En 1365, Charles IV du Saint-Empire avait logé dans celui-ci dans une salle dite « Chambre de l'Empereur ».
Bonne de Bourbon, vers 1394, fait édifier la Chambre des comptes ; bâtiment du Gouverneur. C'est à cette époque que l'on perce les murs, pour la première fois, de fenêtres ogivale, prémisse de l'art gothique. Une tour ronde, haute de trois étages, dû au maçon François Matelli, est élevée entre 1395 et 1400.
Des tours défensives sont édifiées : la Grande tour disparue, la Tour Trésorerie  au XIVe – XVe siècle, la Tour demi-ronde en 1398 et la Tour du Carrefour ou Tour des Archives en 1439.
En 1408, le comte Amédée VIII de Savoie décide d'ériger une chapelle neuve de style gothique flamboyant, suivant les plans de Nicolas Robert, architecte chambérien. Elle sera achevée durant l'année 1430. Cette chapelle abrita de 1502 à 1578 le Saint-Suaire. En 1466 elle est citée dans une bulle du pape sous le nom de Sainte-Chapelle du Saint Suaire. La même année, sous l'égide de l'architecte Blaise Neyrand, Yolande de France fait édifier le clocher. C'est dans ce clocher ou « tour Yolande » qu'est installé le Grand carillon.
C'est au château, en 1416, pour marquer l'érection de la Savoie en duché, qu'Amédée VIII y fait servir en l'honneur de l'empereur Sigismond un repas resté fameux. Il sert, à cette occasion, un gâteau figurant ses états ; ce serait l'origine du « gâteau de Savoie ».
Bayard y sera page de Charles III au tout début du XVIe siècle.
En 1532, un incendie endommage gravement le château.
Le château reçoit la cour itinérante du prince ; il devient ainsi « l'Hôtel de Savoie ». Tout en gardant un rôle de forteresse, il est alors le siège de l'administration ; Trésor des Chartes, Conseil Résident, Chambre des Comptes, chancellerie.

### De 1563 à 1860: bâtiment administratif des États de Savoie

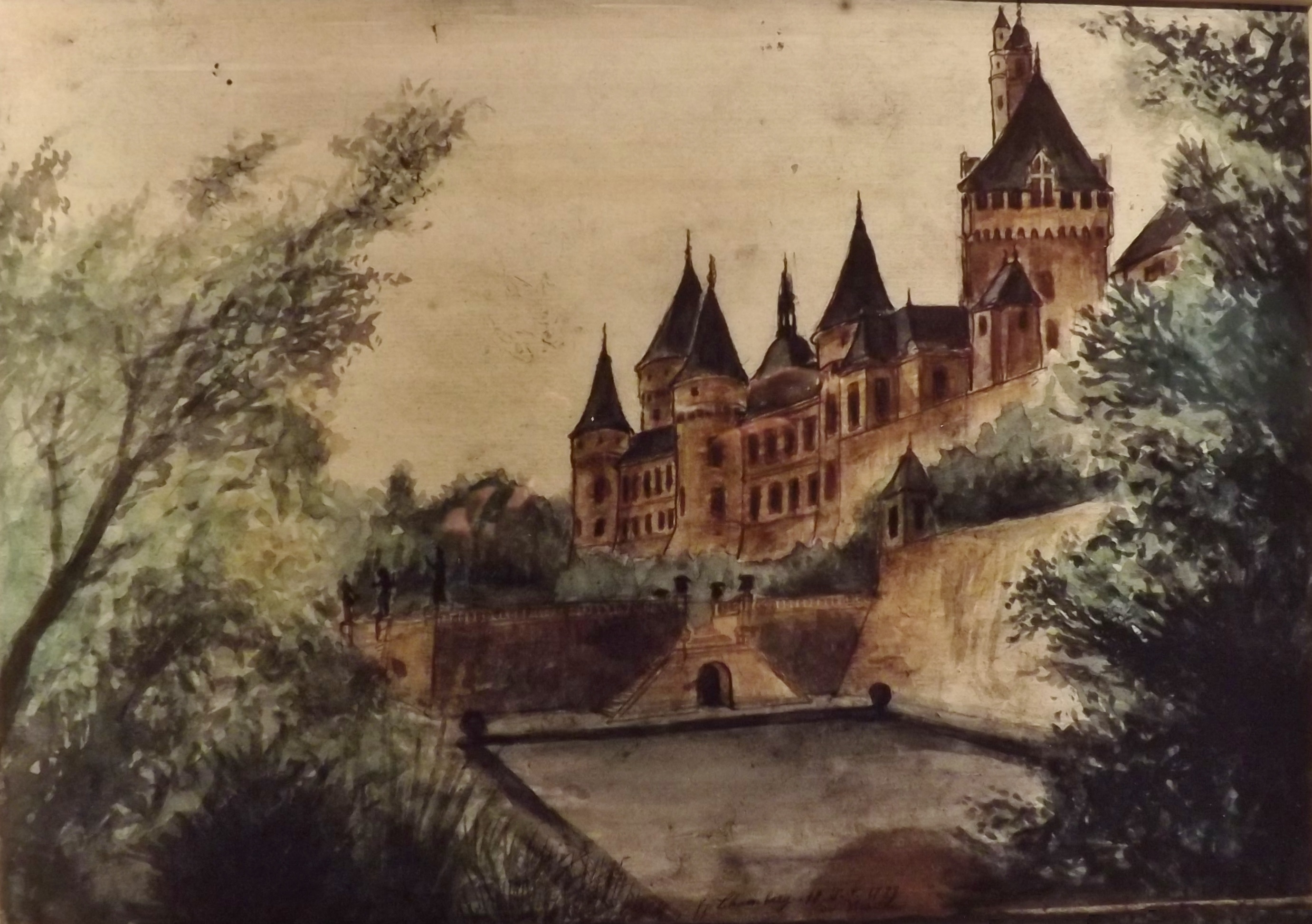
Le château de Chambéry en 1788.

Après le transfert de la capitale des États de Savoie de Chambéry à Turin, en 1563, le château demeure une résidence ducale et un siège administratif. Il héberge la Chambre des comptes, le Gouvernement de Savoie ainsi que l'Intendance générale.

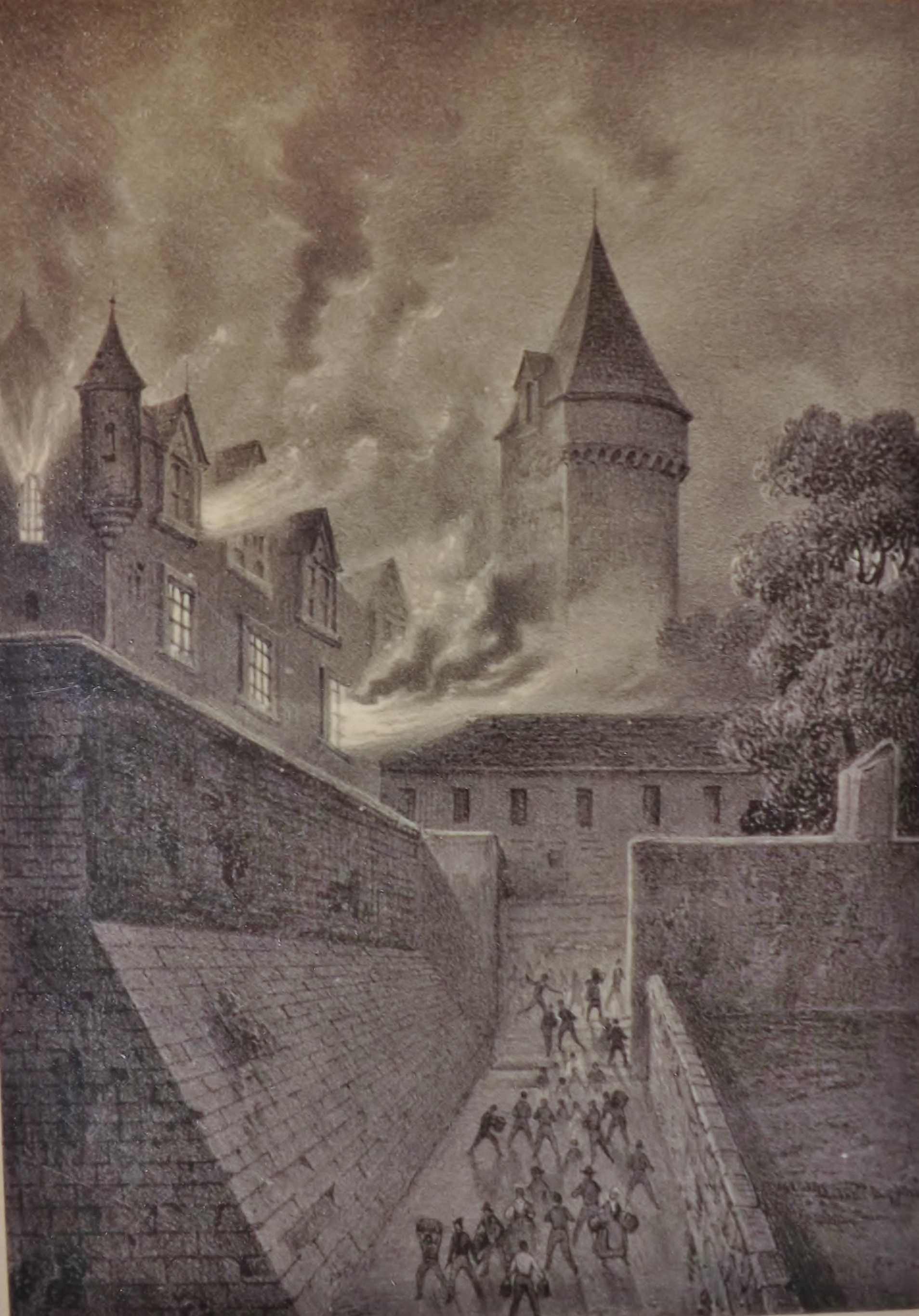
L'incendie de 1743.

Lors de la guerre franco-savoyarde, qui débouchera sur la 2e occupation française de la Savoie, la citadelle de Chambéry capitule le 24 août 1600. Le 21 août 1600, la ville avait ouvert ses portes aux troupes du roi de France Henri IV. Le comte Chabod de Jacob, gouverneur de la Savoie, et les bourgeois se réfugièrent alors avec la garnison dans la citadelle. Le roi ayant fait amener devant celle-ci une batterie de 8 canons, les défenseurs du château prennent peur devant cette démonstration de force et capitule. La citadelle ne fut remise au roi de France que 8 jours plus tard. L'accord de reddition, prévoyait que « si dans ce terme de 8 jours, le Duc venoit au secours avec une armée, la capitulation n'auroit point de lieu ».
Au début du XVIIe siècle le gouverneur Dom Félix de Savoie fait aménager le Pavillon, à l'emplacement du jardin jouxtant la Tour Trésorerie et le grand parterre ; puis la duchesse Christine de France fait reconstruire, de 1655 à 1663, par Amedeo di Castellamonte, la façade de la Sainte-Chapelle en style baroque.
Victor-Amédée II de Savoie, après avoir abdiqué en faveur de son fils en 1730, se retire, avec son épouse, Anna Canalis di Cumianala, marquise de Spigno, au château de Chambéry. Il le quittera, en 1731, dans l'intention de reprendre le pouvoir à son fils.
Jean-Jacques Rousseau travaillera au service du cadastre de 1732 à 1734 lors de son séjour à Chambéry. Dans ses « Confessions », il se plaint de son travail et le juge comme « maussade » et le bureau « triste et empuanté ».
Le château sera marqué par deux incendies au XVIIIe siècle, notamment, sous l'occupation espagnole, lors de la guerre de Succession d'Autriche, en 1743, le feu cause la perte d'une partie des appartements royaux.
Si des projets de reconstruction sont envisagés ils n'aboutissent pas faute de moyens. Il faut attendre 1775 et le mariage du futur roi Charles-Emmanuel IV de Sardaigne avec la sœur de Louis XVI pour que des travaux soient engagés ; prolongation du château vers le Pavillon et édification d'un escalier monumental, par l'architecte Piacenza.

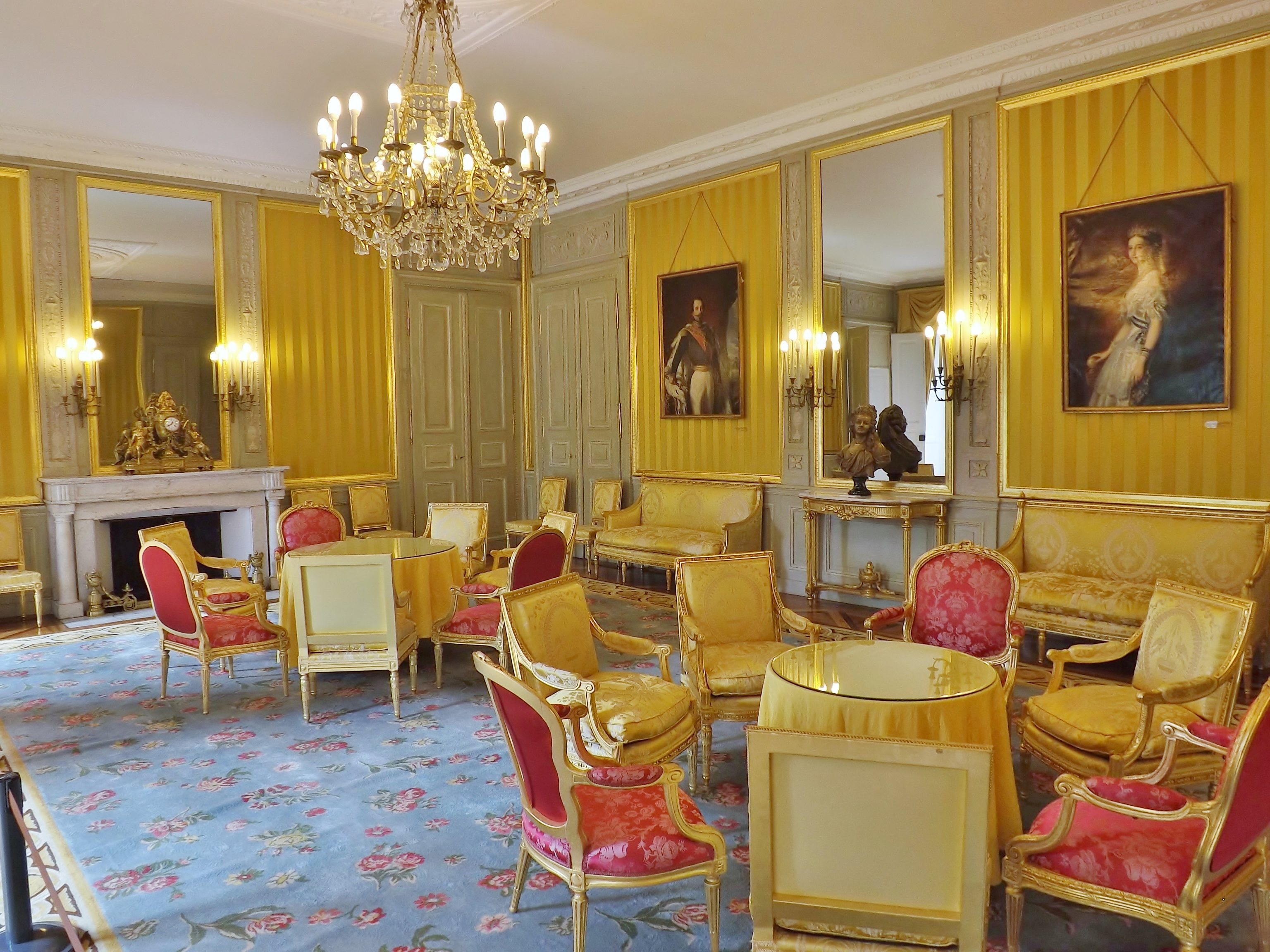
Salon jaune, dans l’Aile du Midi.

En 1786 une nouvelle aile royale est édifiée, mais elle est endommagée, en 1798, par un mystérieux incendie qui fait disparaître le Pavillon. Dans la nuit du 23 au 24 février 1798, le château est en partie détruit par incendie, emportant ainsi les documents relatifs à la vente des biens nationaux, exception faites de ceux concernant les districts de Chambéry et de Carouge. Il ne subsiste du « Château National », de 1792, que l'aile royale et la Tour demi-ronde, isolée, en face de la Sainte-Chapelle et du bâtiment médiéval. Il est alors laissé à l'abandon.
À partir de 1800 les premiers préfets engagent des travaux de restauration. En 1802 le château est affecté à la préfecture et au Conseil général du département du Mont-Blanc.
Napoléon Ier, de passage à Chambéry en 1805, commande deux projets de reconstruction. Celui qu'il choisit transforme l'aile royale en appartement impérial. Après le traité de Paris de 1815 et la restitution du département du Mont-Blanc au royaume de Sardaigne, en 1816, le château abrite de nouveau la cour. En 1820, le roi Charles-Félix de Sardaigne fait rénover la Sainte-Chapelle. Le roi Charles-Albert de Sardaigne la fait décorer, de peintures en trompe-l'œil, en 1836 par Casimir Vicario.
En 1844, le roi met à la disposition de la Société d'histoire naturelle de la Savoie une partie des jardins du château et la maison du jardinier, l'actuel muséum. Le roi Victor-Emmanuel II de Savoie poursuit la reconstruction du corps de logis central. Les travaux, entamés en 1850 sous la conduite de l'architecte du roi, Ernest Mélano, seront achevés sous la Troisième République.

### Depuis 1860: un bâtiment administratif français

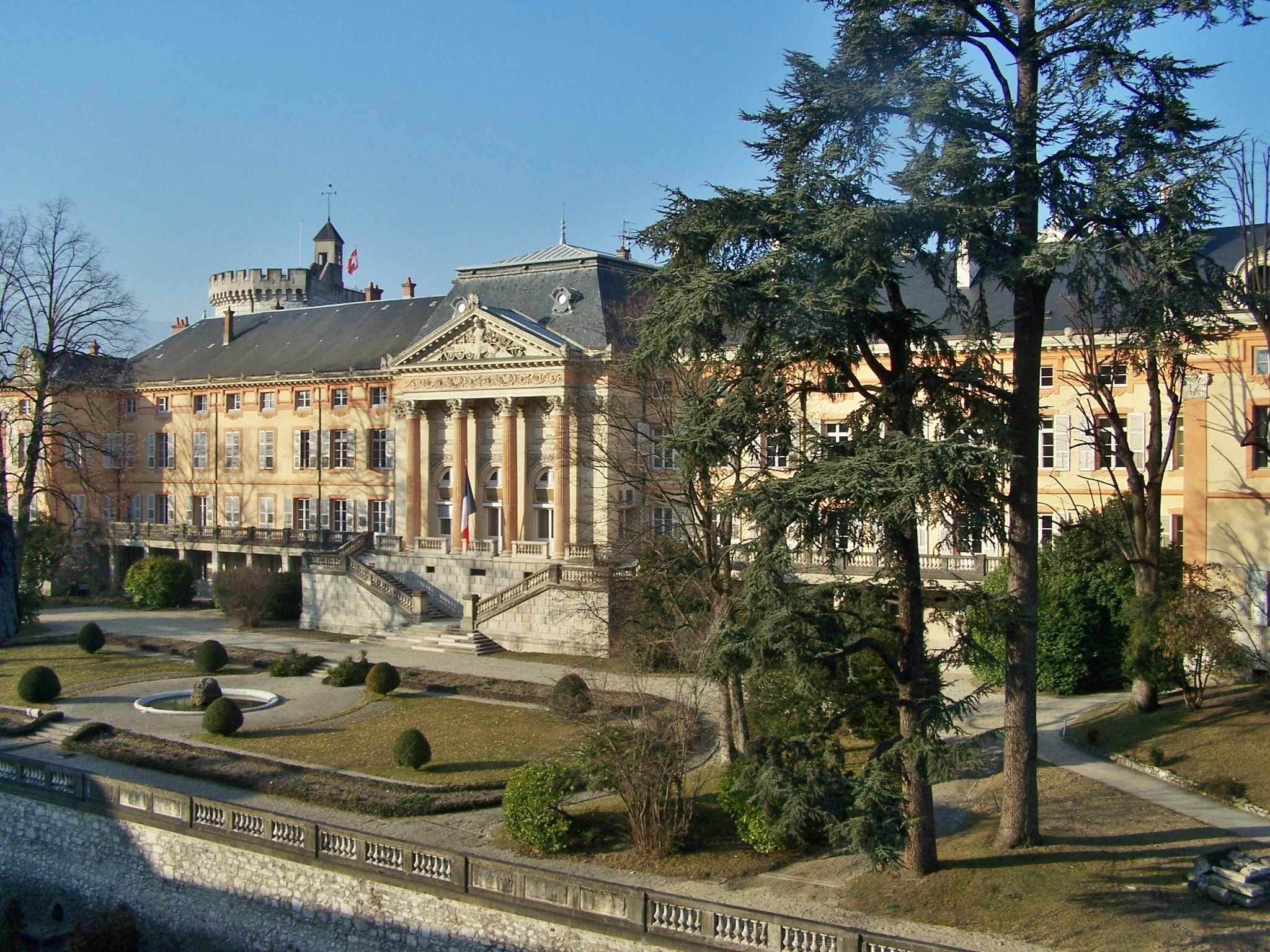
De l'intérieur de la cour intérieur : au centre les appartements privés, à droite les locaux abritant le conseil départemental de la Savoie, à gauche les locaux de la préfecture de Savoie.

Lors de l'annexion à la France, en 1860, le château, « concédé gratuitement et en toute propriété au département de la Savoie », est un vaste chantier, confié par Napoléon III aux architectes Dénarié et Duban. Une nouvelle aile est édifiée et la tour demi-ronde est pourvue d'un escalier monumental.
Le château a fait l'objet de restaurations dès la fin du XIXe siècle. Les décors de la Sainte-Chapelle ont été restaurés entre 2009 et 2012.
Le château des ducs de Savoie est, depuis 1890, affecté aux services de la préfecture de la Savoie, du conseil départemental de la Savoie et de l'Académie de Savoie. Le 1er novembre 1997, un nouvel incendie ravage les combles et le dernier étage de l'aile est.

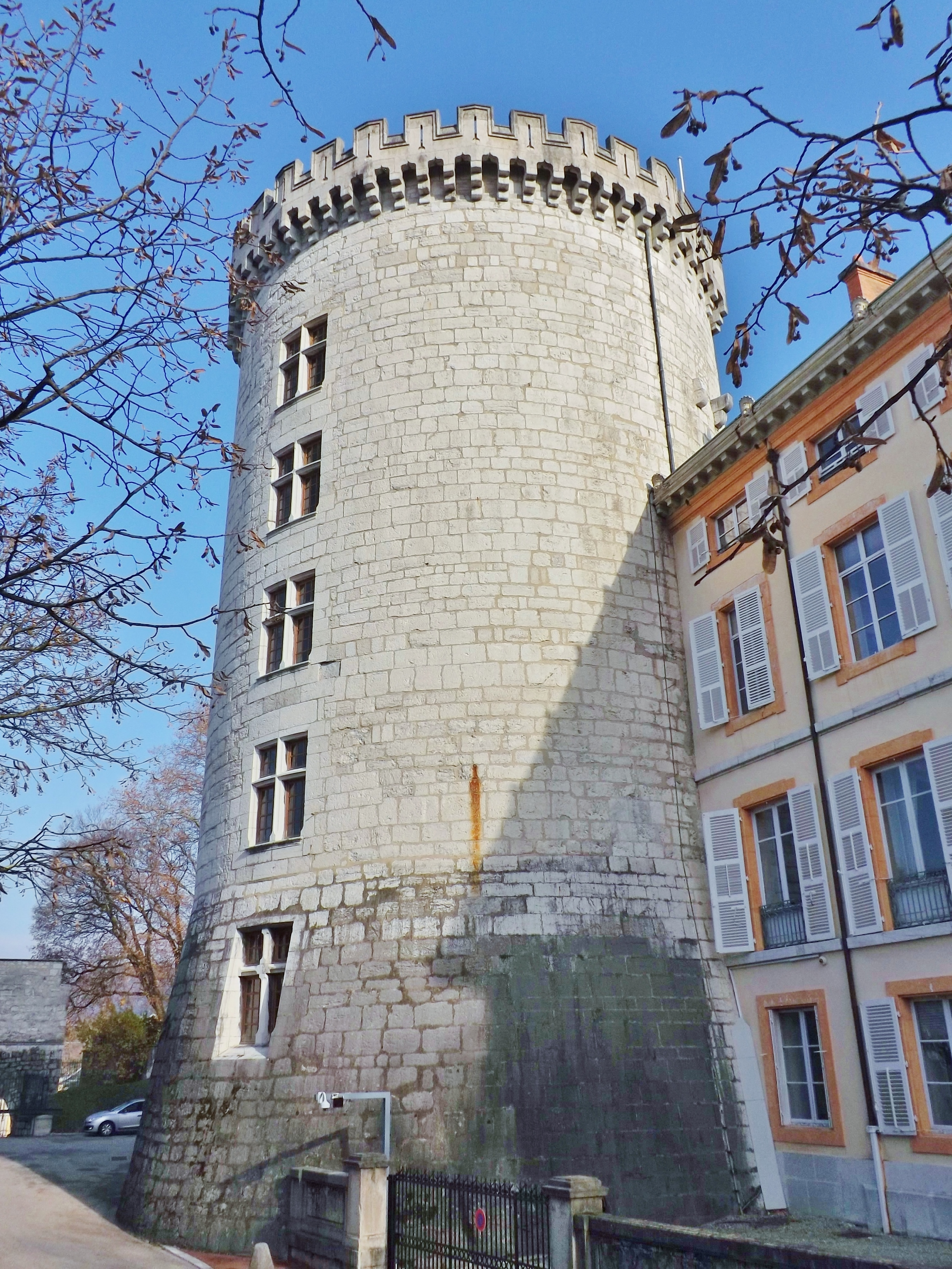
Tour demi-ronde du château du XIVe siècle.
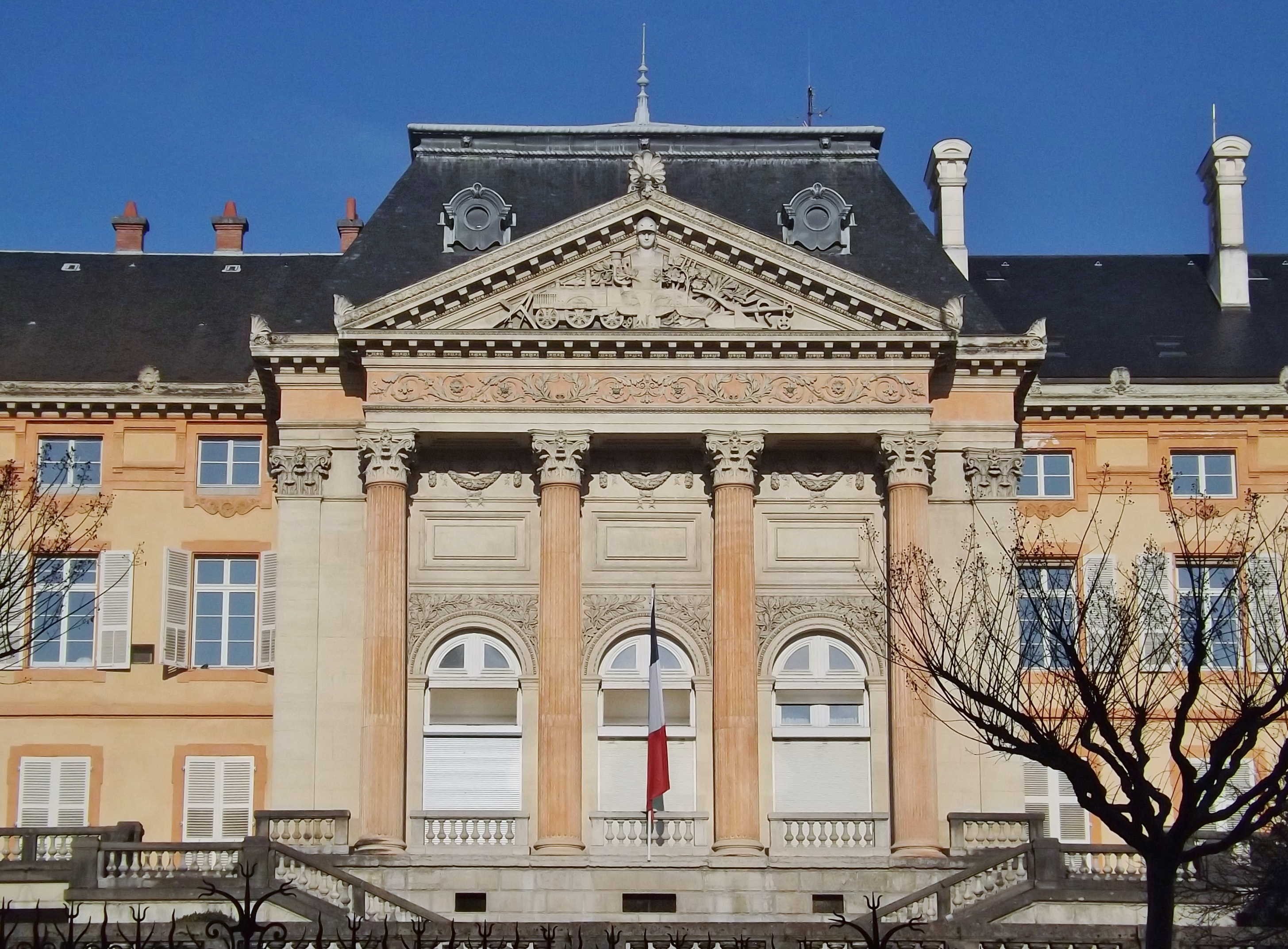
Centre de la façade Napoléon III.
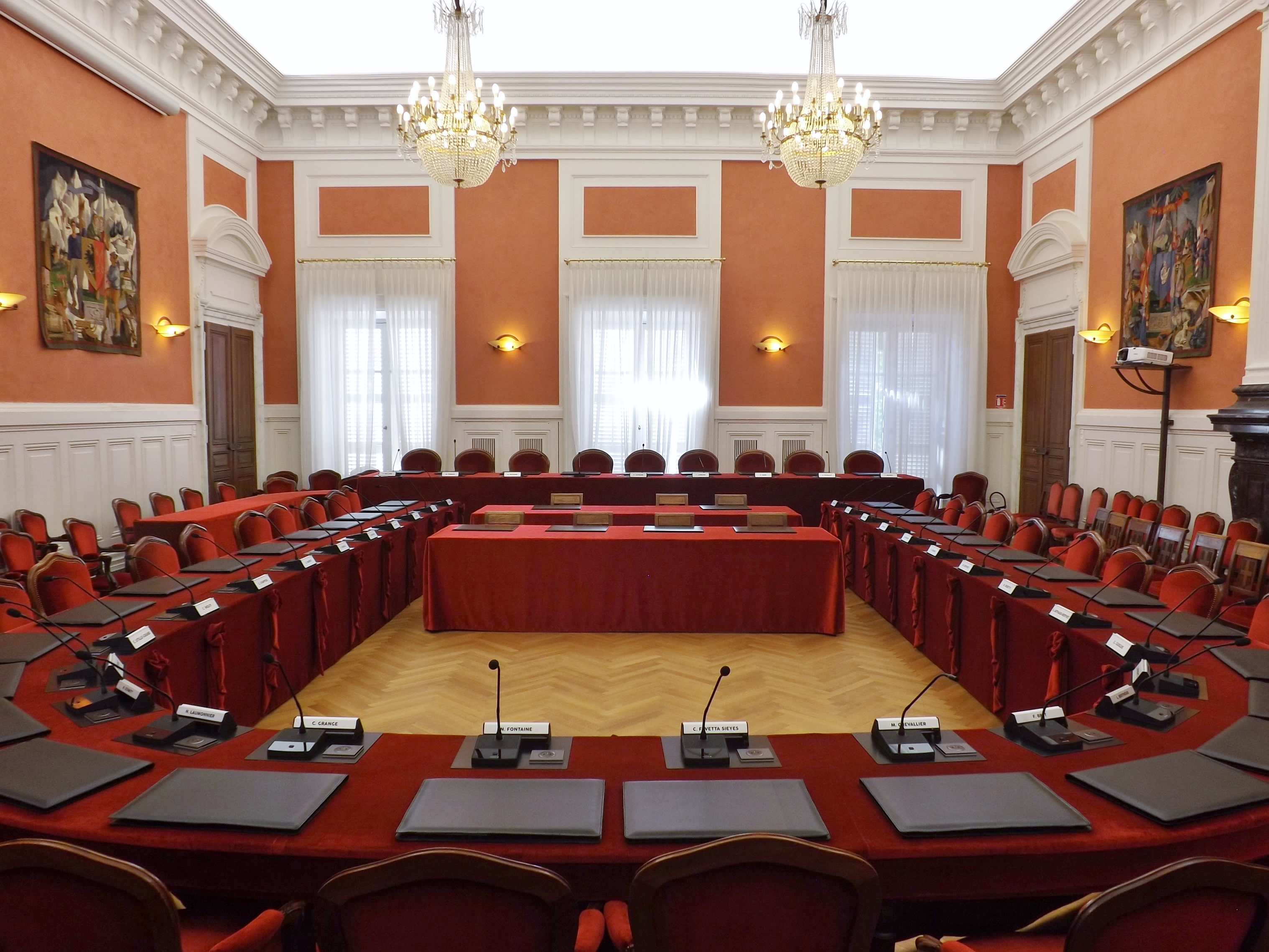
Salle des délibérations du conseil départemental de la Savoie.

## Description

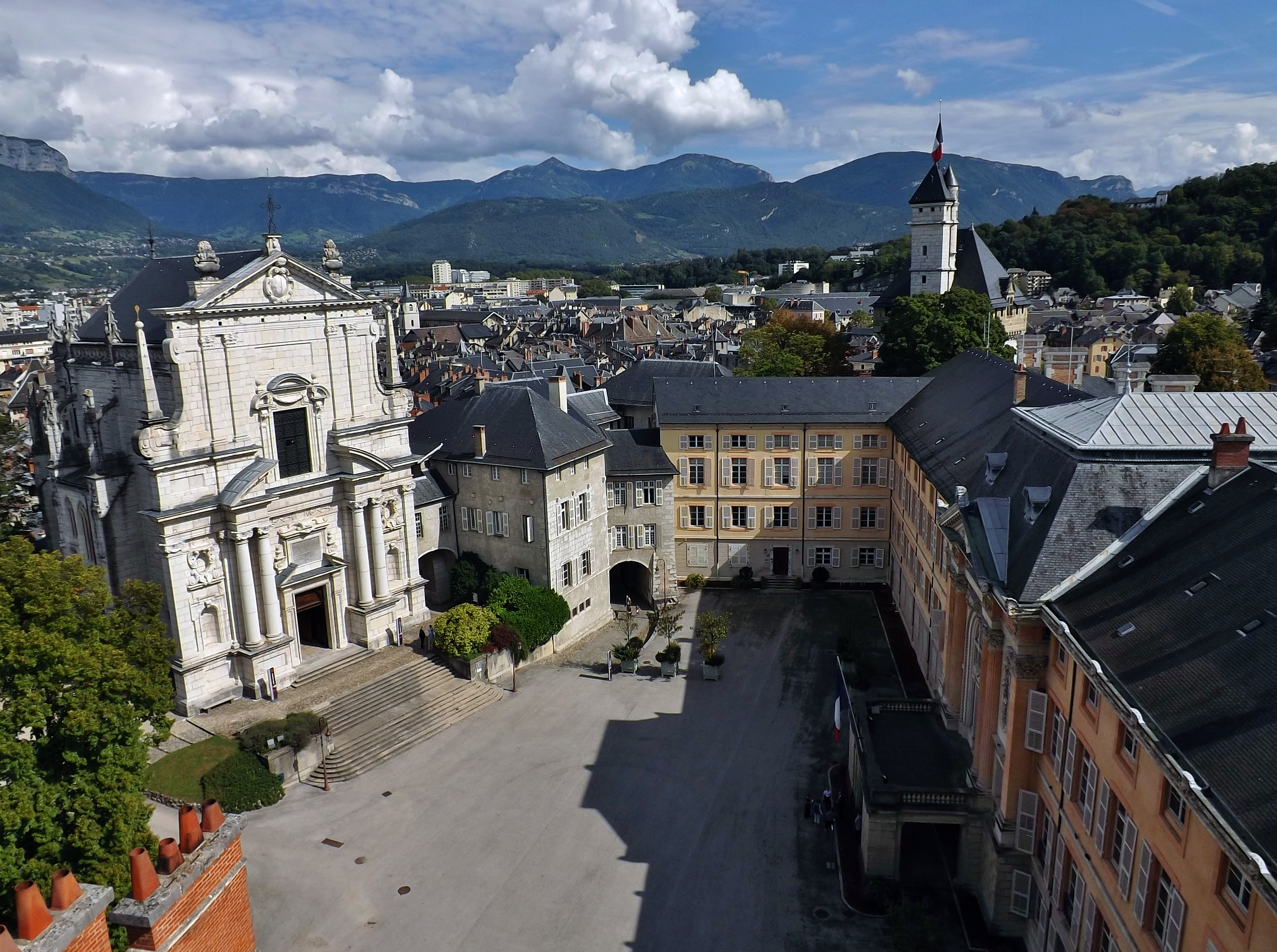
Vue générale sur la cour du château depuis la tour demi-ronde ; à gauche la Sainte-Chapelle, à droite l'aile du Midi.

Le château de Chambéry adopte la forme d'un quadrilatère irrégulier duquel se détache un donjon carré que flanque une tourelle-guette, une haute tour semi- circulaire et une haute chapelle.
Le château primitif des sires de Chambéry qui occupait l'extrémité d'une butte, protégée naturellement par des marais à l'est et au nord et par un bras de l'Albanne, devait se dresser probablement sur une motte, comme la désignation qui en est faite au XIVe siècle de « Mollard de la Poype » le laisse supposer. Il subsiste à l'est de l'enceinte une haute plate-forme qui pourrait être le vestige des anciens terrassements. Cet édifice primitif sera considérablement modifié et agrandi dès la fin du XIIIe siècle. L'essentiel des constructions qui nous est parvenue date des XIVe et XVe siècles. Le logis seigneurial occupait l'aile sud.
L’accès initial au château se faisait à l'ouest, par une porterie, que protégeait la tour des Poudres, qu'Amédée V reconstruira et d'une nouvelle tour qu'il érige, la tour aux Armes. Le château du seigneur Berlion, acquis en 1295, est largement agrandi et renforcé sous Amédée V. Il construit du même côté la tour des Édits de la Chambre, qu'un bâtiment nouveau relie à la tour aux Armes. L'accès principal fut déplacé au nord-est.
On accédait au château par une rampe, à droite de l'escalier actuel, érigé en 1850 et remanié en 1899, lors de la mise en place de la statue des frères de Maistre, qui aboutissait à une terrasse située en face de la porterie. La défense de cette terrasse était assurée par une tourelle et une muraille sur la gauche. Un pont-levis, disparu, permettait de franchir le fossé placé devant la porte.

### Parties du château

#### La porterie

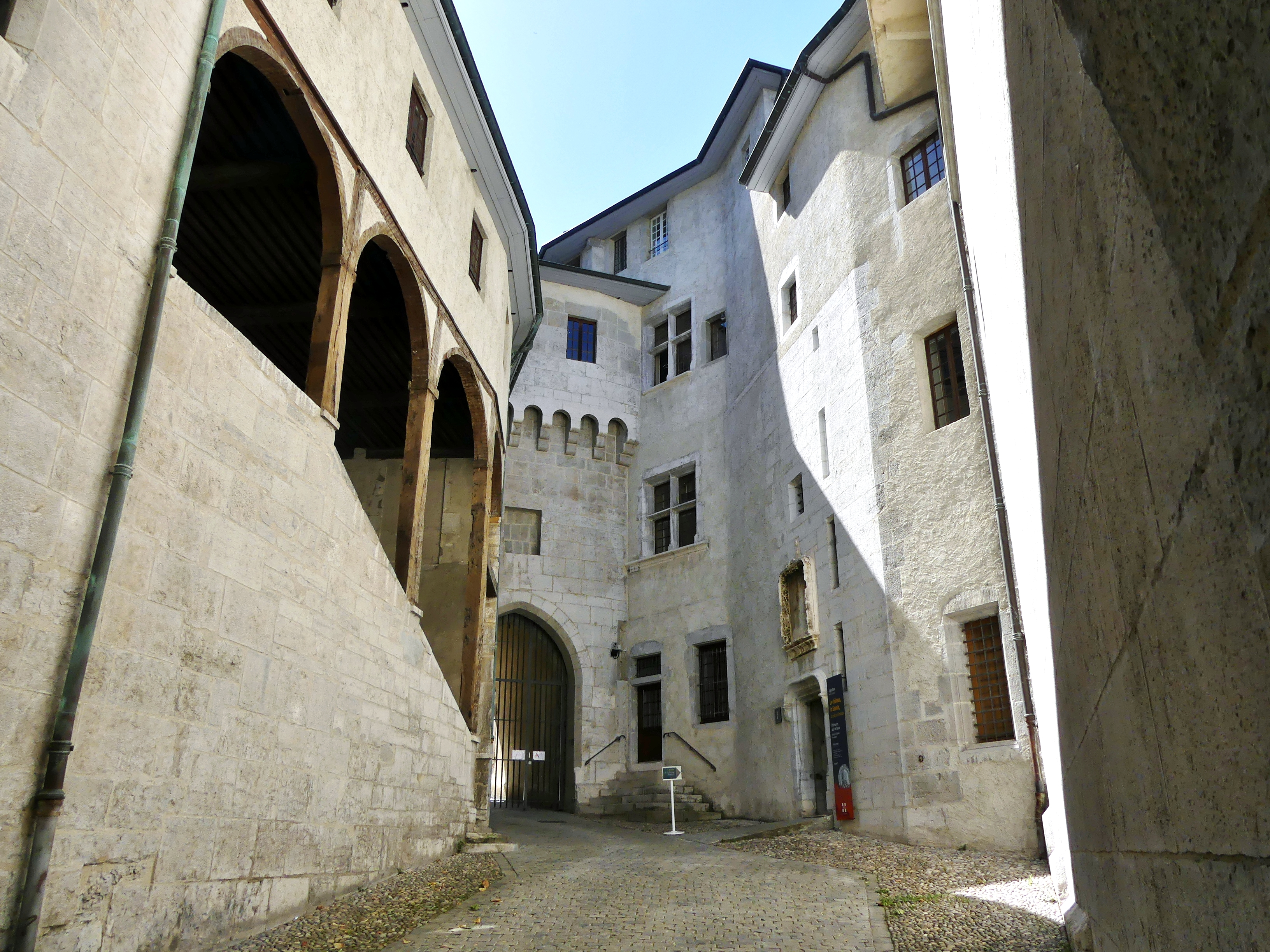
Passage de la porterie.

Élevée de 1318 à 1330, le passage qui fut pavé au début du XIVe siècle, fut voûté en 1850.
Il présente dans sa partie basse un châtelet d'entrée, massive et haute tour-porte rectangulaire de la fin du XVe siècle, placé sous la domination de la tour des Archives. Le passage est bordé, à sa droite par le bâtiment du Gouvernement auquel est accolé le bâtiment de l'Intendance, qui a servi de bureau à l'intendant Général au XVIIIe siècle, chargé de l'administration du duché, et sur sa gauche, par l'appartement du Prince, sous lequel il passe sous la protection de ses mâchicoulis qui le dominent, et se rétrécit au niveau de la porte de la Herse, datée de 1302-1303, que l'on doit à Amédée V. Cette porte est munie, comme son nom l'indique, d'une herse, manœuvrée à partir du chemin de ronde, et dont il reste les deux rainures.

#### Le bâtiment des Princes
Ce bâtiment élevé au XIVe siècle, porte ce nom depuis le XVIIIe siècle, date à laquelle il servit de résidence à un des fils de Victor-Amédée II.

#### Le bâtiment du Gouvernement, l'ancienne Chambre des comptes

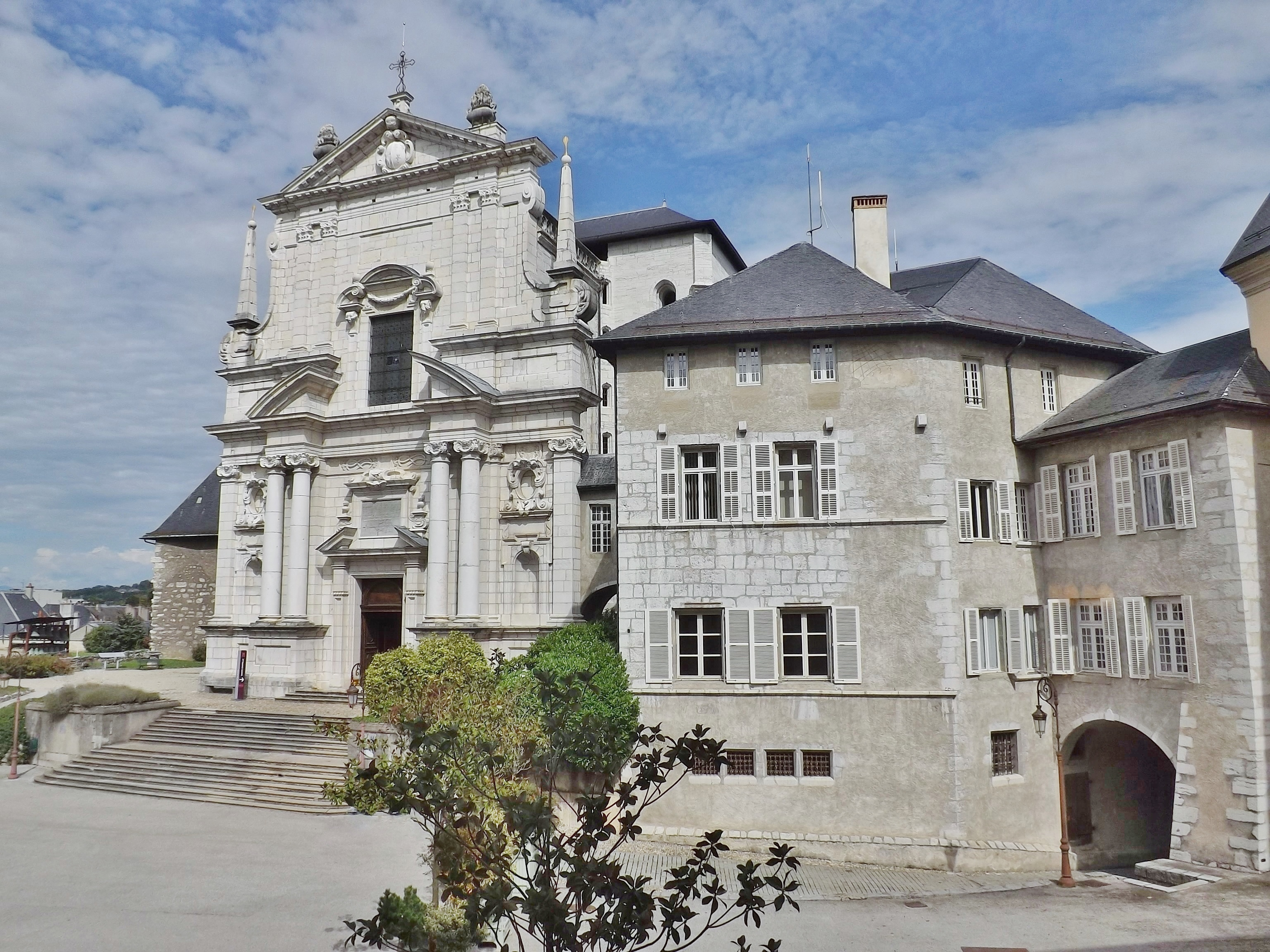
Sainte-Chapelle, bâtiment de l'intendance et passage de la porterie à droite.

En 1720, le bâtiment qui abrite l'ancienne Chambre des comptes est affecté, au cadastre entre 1728 et 1738, avant de devenir le logis du gouverneur du duché. Il se présente sous la forme d'un bâtiment à haute façade que des travaux de surélévation aux XVIIIe et XIXe siècles ont dénaturé. Il en subsiste néanmoins, vers la ville, dans sa partie nord, des éléments des XVe et XVIe siècles, notamment une porte, située au rez-de-chaussée, qui est surmonté d'un cadre sculpté daté du XVe siècle.

#### Le bâtiment de l'Intendance
Ce bâtiment des XVe et XVIIIe siècles, accolé à celui du Gouvernement, est séparé de la Sainte-Chapelle, du côté nord-ouest par une petite cour, bâtie en terrasse. En 1759, il fut relié par un passage voûté, jeté au-dessus de la rampe d'accès, qu'il domine côté sud, après le passage de la herse, aux appartements royaux. La façade, haute de trois étages, faite d'un appareil en blocage, donnant sur la grande cour date du XVe siècle. Les différents niveaux sont desservis par un escalier à vis.

#### La Sainte-Chapelle

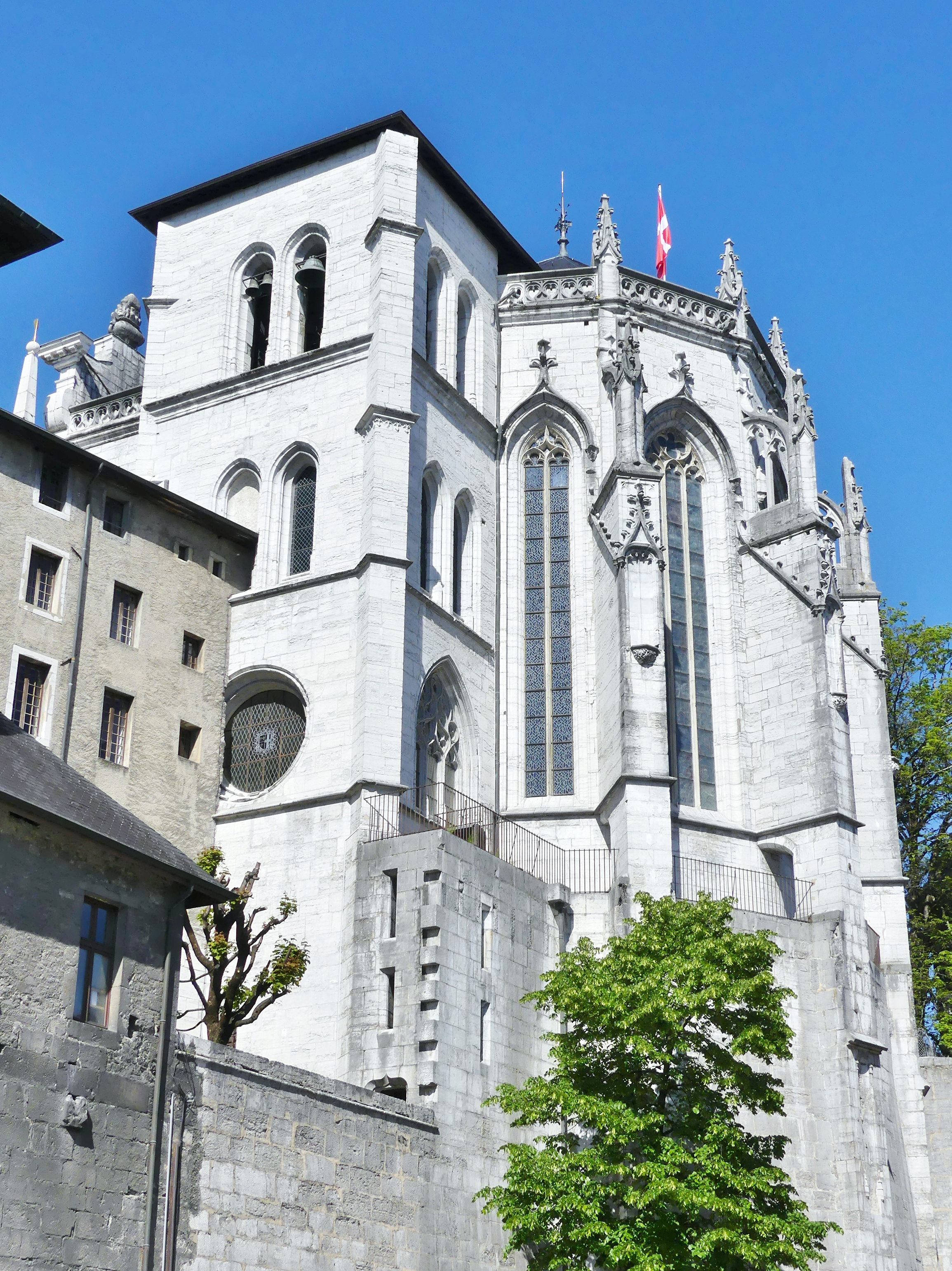
La Sainte-Chapelle qui abrita le Saint-Suaire, et la tour Yolande du grand carillon.

Une nouvelle porte, du début du XIVe siècle, donne accès à la Sainte-Chapelle, élevée au début du XVe siècle pour remplacer la chapelle primitive du château devenue trop exiguë. Elle se présente sous la forme d'une nef unique que prolonge une abside polygonale à cinq pans et elle arbore un décor gothique flamboyant. Sa construction s'étire de 1408 à 1430 et on la doit au maître d'œuvre Nicolet Robert, auteur également des grandes cuisines de la Grande Salle du XIIe siècle. Son chevet prend directement appui sur la courtine nord du château. Contournant ce dernier, un chemin de ronde, sur mâchicoulis sur consoles, protégé par des créneaux, permet d'en défendre la base. Il a été restauré en 1895.
La façade reconstruite en style classique est datée de 1641. Elle est l'œuvre d'Amadéo de Castellamonte, et fut fortement endommagée à la Révolution, tout comme l'intérieur de la chapelle qui a subi l'incendie de 1532.
La nef contient deux tribunes latérales ; celle de droite était réservée au duc lorsqu'il venait y écouter la messe, celle de gauche abritait les orgues. Victor-Amédée II en fit élever une autre contre le mur de façade en 1726. À l'intérieur de la chapelle, on peut voir un autel du XVIIIe siècle, pourvu d'un tabernacle en marbre, garni de bois sculpté et doré, et des vitraux du XVIe siècle restaurés en 2002. Paul Guiton a qualifié la Sainte-Chapelle comme étant un « poème de pierre ». La chapelle abrita, de 1502 à 1578, le Saint-Suaire placé dans un reliquaire en argent dans la sacristie ou dans une niche derrière le maître-autel.
Y furent célébrés entre autres les mariages de : Louis de Savoie et d'Anne de Chypre en 1433, du Dauphin Louis avec Charlotte de Savoie en 1451, Charles-Emmanuel et Clotilde de France en 1775, Alphonse de Lamartine et Marie Elisa Bich en 1820.

#### La tour Yolande et le grand carillon
La tour du clocher, œuvre de Blaise Neyrand, fut élevée en 1470. Elle a été construite par la volonté d'Yolande de France, duchesse de Savoie. C'est dans cette tour qu'est installé un grand carillon dit de « Saint-François de Sales » composé de 70 cloches.
L'origine de ce carillon remonte à l’Exposition universelle de 1937, à Paris, où était exposé un carillon de 37 cloches, réalisé en 1936, par la fonderie Paccard. En 1938, le carillon fut installé dans la salle haute de la tour Yolande. En 1993, un nouveau carillon de 70 cloches fabriqué par la société Paccard remplaça l'ancien installé dans le parc du château. La grosse cloche pèse 5 100 kg.

#### La chapelle de Nemours
De style gothique, elle est située à gauche de la Sainte-Chapelle.

#### La tour trésorerie

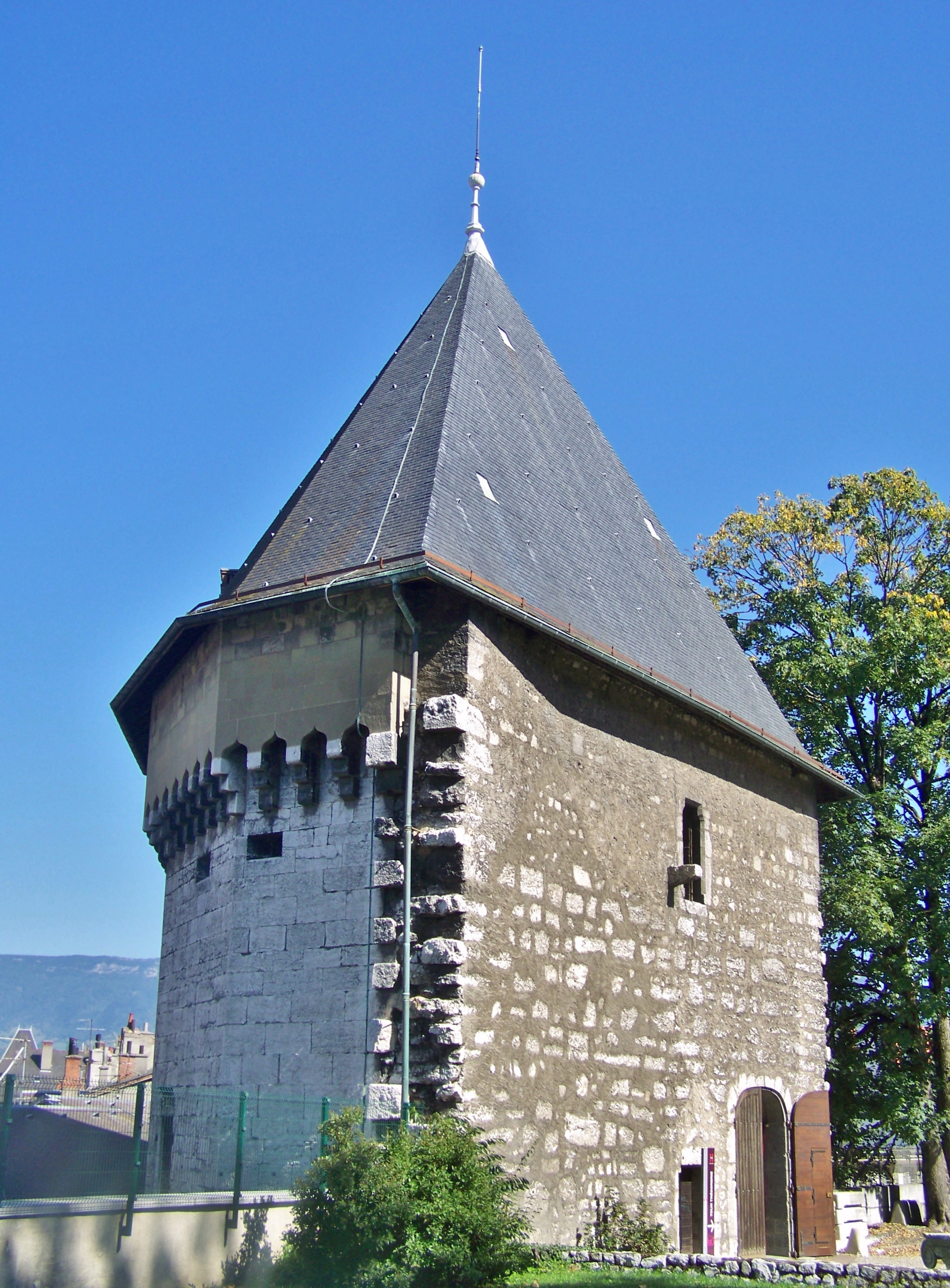
La tour Trésorerie.

Construite dans la seconde moitié du XIVe siècle, de forme polygonale, en saillie sur la courtine nord, elle se compose d'une chambre basse garnie d'une double canonnière, de la première moitié du XVe siècle, aujourd'hui inaccessible car murée en 1726, légèrement voutée qu'éclaire une fenêtre grillagée et au-dessus la « salle haute », voûté avec de belles nervures, qui a contenu les archives des ducs avant que le trésorier général de Savoie en fasse ses bureaux en 1726. Au-dessus, une petite pièce qui s'éclaire, sur ses six pans, par une baie présentant un large ébrasement et la terrasse, ceinte d'un parapet percé de sept archères cruciformes.

#### Le Vieux pavillon ou tour du Donjon
Il datait du XIIe siècle et fut probablement le donjon des premiers sires de Chambéry. Arasé à la Révolution, il est définitivement détruit par l'incendie de 1798, il n'en subsiste que les salles basses, redécouvertes en 1935, auxquelles on accède par un souterrain. Sa destruction ouvrit ce côté vers la ville, et en haut de l'escalier aménagé, au début du XIXe siècle, on transporta en ce lieu en 1892, le portail du XVe siècle du monastère chambérien de Saint-Dominique, détruit, dont il est le dernier vestige. Dans son prolongement, les jardins occupent l'espace ou s’élevaient la Grande Salle à colonnes, l'aula du château de Berlion, datée du XIIe siècle et qui abrita les grandes cuisines du XVe siècle de Nicolet Robert, et de la tour des Poudres ou de la Poype, qui avait été réédifiée au début du XIVe siècle sous Amédée V. La Grande Salle ainsi que la tour des Poudres furent également ravagées par le grand incendie de 1798 et furent rasées en 1811 et remplacées par les jardins actuels.
Les restes du portail de l'ancienne église Saint-Dominique font l'objet d’un classement au titre des monuments historiques depuis le 16 février 1900.

#### La tour mi-ronde ou tour des Armes ou tour des Mappes

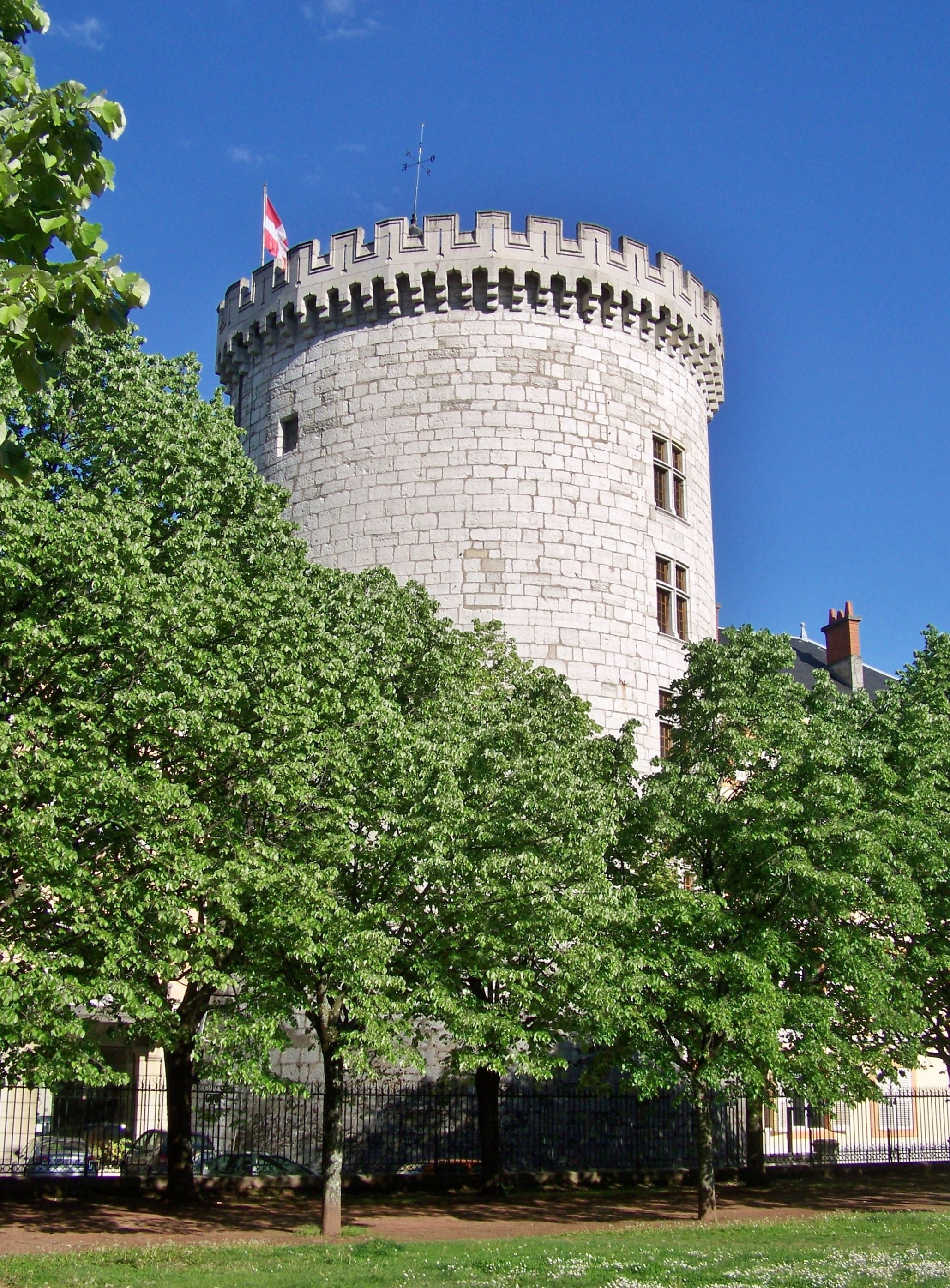
La tour demi-ronde.

De forme demi-circulaire, d'où son nom ; au XIIIe siècle elle était nommée « du Donjon ». Elle fut reconstruite, pour être achevée au XVe siècle, en 1413 ou 1433 ; haute de deux étages, elle était coiffée, avant l'incendie de 1798, d'un toit en poivrière. Ayant échappé partiellement au grand incendie de 1798, elle fut restaurée en 1811 et est aujourd'hui accolée au bâtiment du conseil général. En 1735, au premier étage, on y installa les mappes du cadastre sarde. Elle protégeait l'accès au château, celui d'Amédée V, accès qui se faisait initialement de ce côté par une porterie tournée vers l'esplanade.
La tour est toujours utilisée aujourd'hui pour gagner les différents étages de l'aile nord, siège du conseil départemental de la Savoie.

#### Les anciens appartements royaux
Ils se dressaient, au sud, entre la tour aux Armes et la tour des Archives, et de là un retour en équerre prenait appui sur les appartements du Prince. Ils furent ruinés, en 1743, par un incendie, lors de l'occupation espagnole (1742-1749), et finalement rasés en 1786 avec la tour des Édits de la Chambre. La partie que l'incendie avait épargnée fut reconstruite, par l'architecte Piacenza, à l'initiative de Victor-Amédée III. Ils servirent, en 1790, de casernement aux troupes du régiment de Saluces et de Montferrat, puis abritèrent les bureaux des représentants de la Convention et en l'an V, une école et une bibliothèque publique. Comme pratiquement toutes les autres, cette partie du château eut à subir le terrible incendie de 1798. Les travaux de réparations ne furent votés que le 24 floréal de l'an XIII (14 mai 1805).
Les appartements actuels, occupés par les services de l'État, furent reconstruits, sous Victor-Emmanuel, par l'architecte Ernest Mélano, à partir de 1850 et se poursuivirent jusqu'à la Troisième République et dont les façades furent restaurées en 1991.

#### La tour des Archives ou tour du Carrefour

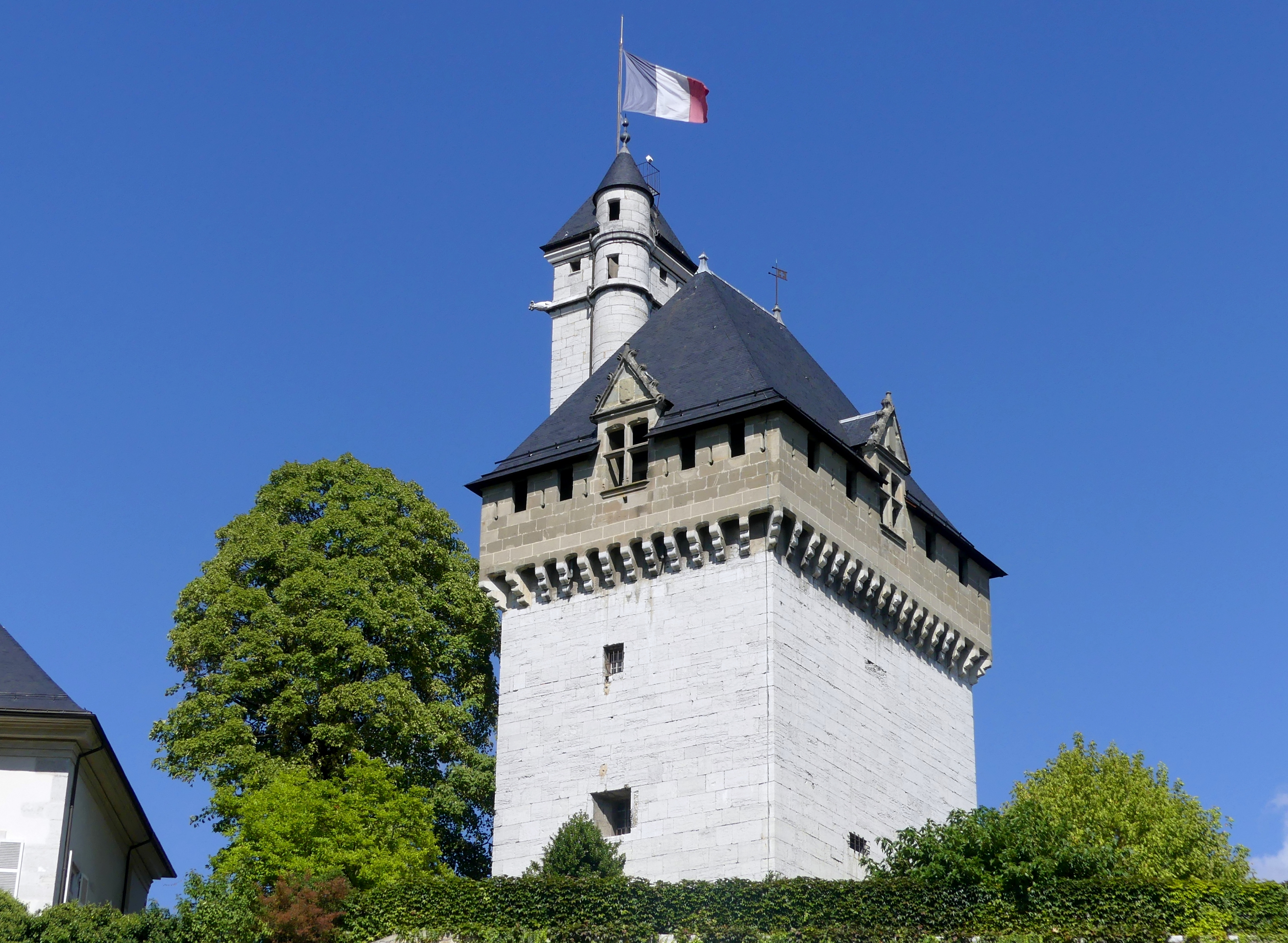
La tour des Archives (ou du Carrefour).

À l'origine, la butte sur laquelle est dressé le château finissait de ce côté en pente douce. Les comtes firent procéder à des travaux de remblaiement avec la création de la terrasse des Archives et édifièrent la tour, située à l'angle sud-est et dont un angle coupe le glacis de l'enceinte, entre 1439 et 1445. Jean Mesqui nous indique qu'elle fut construite entre 1440 et 1445 à l'emplacement de la motte primitive au sud-est de l'enceinte.
Le deuxième étage de la tour, voûté, voyait ses clefs de voûte décorées des armoiries de Savoie et de celle des ducs Louis Ier de Savoie, Amédée IX de Savoie et de Philibert II de Savoie. Au-dessus, les combles qui ont la particularité d'être de grande taille et sont ceints de mâchicoulis crénelés que percent des archères. Une tourelle d'escalier carré engagée la flanque et la domine servant de guet que complète une échauguette, refaite en 1875, qui en occupe le sommet. La tour s'éclaire par des fenêtres closes de grilles de fer. Au XVIe siècle elle servit comme prison, et en 1726 on y déplaça les archives, initialement conservées dans la tour Trésorerie. Elle fut l'objet de réparations en 1823 et 1861.

#### Les remparts du front sud
Le rempart courait de ce côté, de la tour à Poudre, de la fin du XVe siècle, placée en éperon dont elle occupait l'angle sud-est, et se prolongeait vers l'ouest jusqu'à la tour des Armes. Flanqué de trois tours, dont celle des Édits de la Chambre, il était précédé d'une galerie basse placée en devant des appartements royaux. Il fut démoli en même temps que ces derniers en 1786.

#### La cour d'honneur

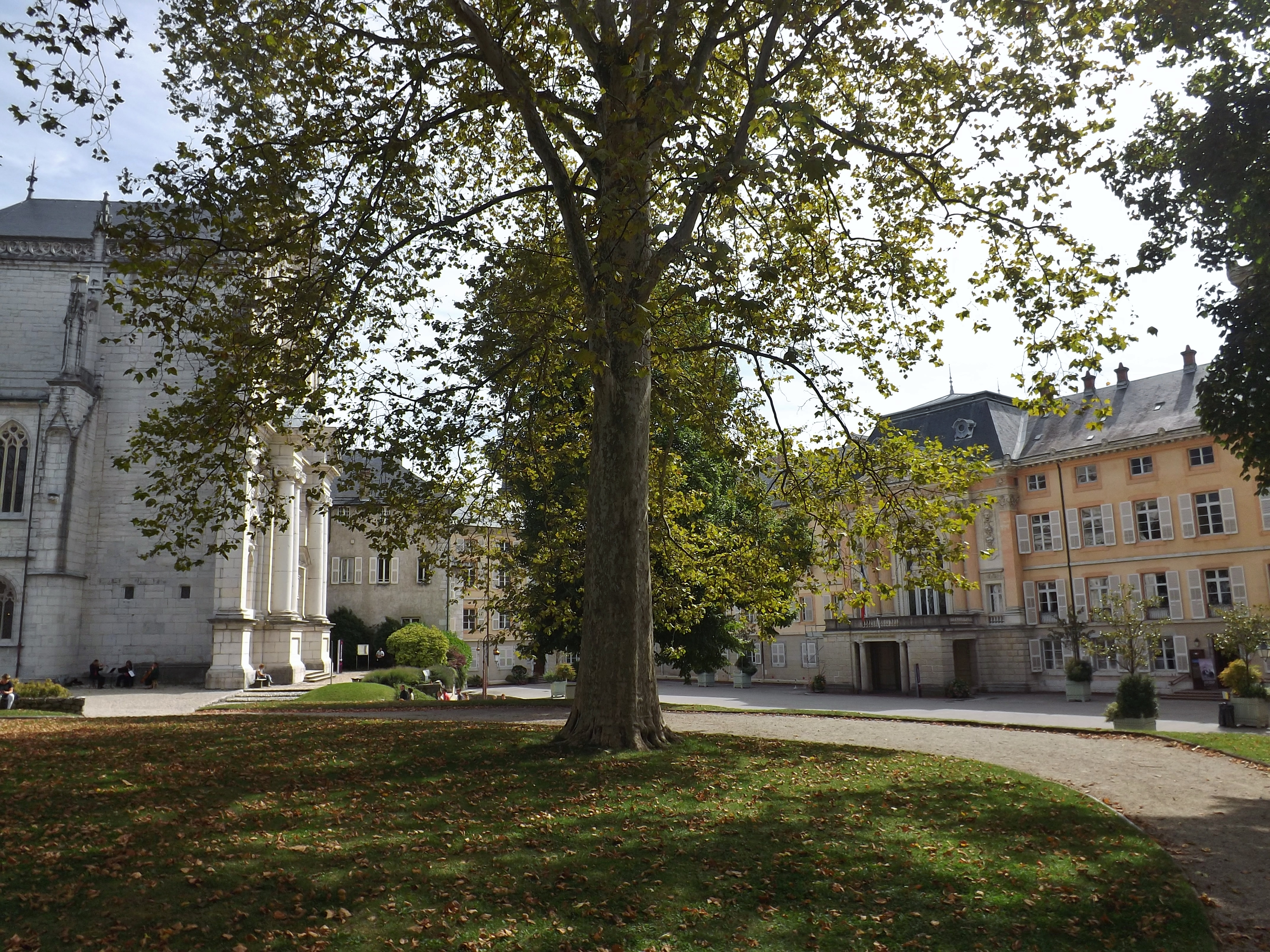
Esplanade et cour d'honneur.

Les bâtiments médiévaux qui l'entouraient encore au début du XVIIIe siècle ont tous été détruits. Il ne restait déjà à l'époque que deux tours sur les quatre d'origine. Une fontaine avec bassin en agrémentait l'espace.

## Châtellenie de Chambéry

### Organisation de la châtellenie
Le château de Chambéry est le siège d'une châtellenie, dit aussi mandement (mandamentum), dès la fin du XIIIe siècle. Le territoire contrôlé est relativement important pour le subdiviser en cinq métralies, à partir de 1315.
Les cinq mestralies ainsi que les paroisses la composant sont :
- Chambéry ;
- Chambéry-le-Vieux (Lémenc) ;
- Saint-Sulpice (Bissy, La Motte, Servolay) ;
- Couz et Vimines ;
- Villette (hameau de Barberaz) ou Cognin (Chanaz un hameau de Barberaz, Barberaz, Montagnole).

### Les châtelains
Dans l'organisation du comté de Savoie, le châtelain est un « [officier], nommé pour une durée définie, révocable et amovible »,, qui « depuis les débuts de la résidence, est toujours allé à un fidèle ». Il est chargé de la gestion de la châtellenie, il perçoit les revenus fiscaux du domaine, et il s'occupe également de l'entretien du château. Son rôle est donc multiple (judiciaire, financier et militaire). Lors de la confiscation d'Entre-deux-Guiers, en 1380, par le comte Amédée V, le châtelain de Chambéry obtient également, régulièrement, la charge de la châtellenie d'Entre-deux-Guiers, puis celle de Saint-Alban au cours du XVe siècle.
Le châtelain de Chambéry est parfois aidé par un receveur des comptes, qui rédige « au net […] le rapport annuellement rendu par le châtelain ou son lieutenant ».